# Natica koperbergae
Natica koperbergae is een slakkensoort uit de familie van de tepelhorens (Naticidae). De wetenschappelijke naam van de soort werd in 2009 voor het eerst geldig gepubliceerd door Bram van der Bijl en Robert Moolenbeek.